# Torino Hunte
Torino Hunte (* 25. dubna 1990, Goirle) je nizozemský fotbalový útočník, který působí od roku 2013 v klubu FC Eindhoven. Hraje nejčastěji na křídle.

## Klubová kariéra
Z amatérského fotbalu přešel ve svých 22 letech do profesionálního, konkrétně v roce 2013 z VV UNA Veldhoven do klubu FC Eindhoven. Debutoval proti Jong FC Twente.